# The Gift (Band)

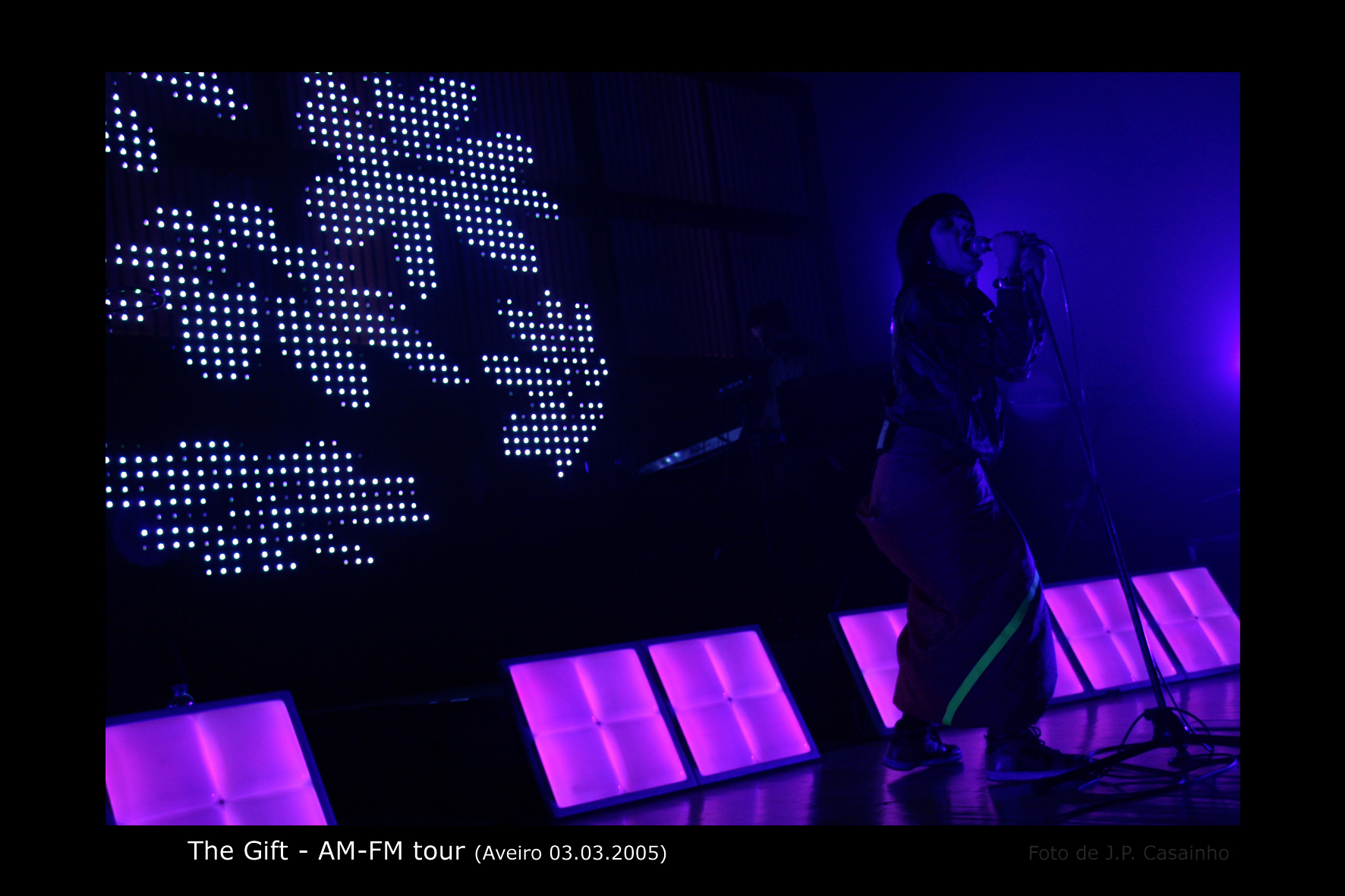
Sängerin Sónia auf der Tour AM-FM, in Aveiro, 3. März 2005

The Gift ist eine portugiesische Pop-Rock-Band aus Alcobaça und besteht seit 1994.

## Geschichte
Nachdem ihre erste Mini-CD Digital Atmosphere in Portugal keine Plattenfirma gefunden hatte, gingen sie zur unabhängigen Eigenvermarktung über. Sie gaben zahlreiche Konzerte, bis hin ins Centro Cultural de Belém und ins Kloster von Alcobaça, und 1999 stellten sie den Soundtrack für eine Fernsehserie der öffentlich-rechtlichen Rádio e Televisão de Portugal (RTP) (Não és Homem, Não és Nada).
So veröffentlichen sie bis heute alle ihre Alben und Singles auf ihrem eigenen Label „La Folie“. 2005 wurden The Gift bei den von Sacha Baron Cohen im Lissaboner Pavilhão Atlântico moderierten MTV Europe Music Awards ausgezeichnet.
In Deutschland spielten The Gift bisher nur einmal, am Kölner Dom 2006 im Rahmen einer portugiesischen Fernseh-Sendung der RTP vor dem WM-Spiel Portugal-Angola.
Ihre LP Explode wird von der „Art Vinyl“ 2011 unter die weltweit 50 gelungensten Cover-Gestaltungen gewählt (Platz 27).
Die Sängerin Sónia Tavares wirkte auch bei dem Project Hoje mit, zusammen mit dem Moonspell-Sänger und zwei weiteren Musikern (u. a. dem The Gift-Keyboarder und Songschreiber Nuno Gonçalves) und ihrem Projekt Amália Hoje (Neuinterpretationen von Liedern der Sängerin Amália Rodrigues, 23 Wochen lang auf Platz 1.).

## Diskografie

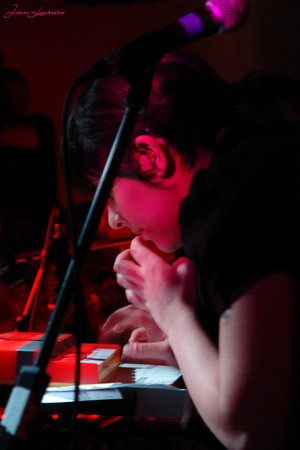
Sónia Tavares

### Alben
| Jahr | Titel             | Höchstplatzierung, Gesamtwochen, AuszeichnungChartsChartplatzierungen (Jahr, Titel, Platzierungen, Wochen, Auszeichnungen, Anmerkungen) | Anmerkungen       |
| Jahr | Titel             | PT | Anmerkungen       |
| ---- | ----------------- | --- | ----------------- |
| 2004 | AM – FM           | PT3 Gold · (17 Wo.)PT |                   |
| 2006 | Fácil de Entender | PT2 Platin · (16 Wo.)PT | Live-Doppel-Album |
| 2011 | Explode           | PT1 ×2Doppelplatin · (20 Wo.)PT |                   |
| 2015 | 20                | PT4 (22 Wo.)PT |                   |
| 2017 | Altar             | PT1 (16 Wo.)PT |                   |
| 2019 | Verão             | PT3 (12 Wo.)PT |                   |

Weitere Alben
- 1997: Digital Atmosphere
- 1998: Vinyl
- 2001: Film
- 2012: Primavera

### Videoalben
- 2000: Vinyl-Tour - A Single Hand Camera Documentary (by Gonçalo Covacich, VHS)
- 2004: AM-FM (On-the-Road-Doc., DVD)
- 2006: Fácil de Entender (Mitschnitt der beiden Konzept-Konzerte, DVD)
- 2008: The Gift & Orquestra Metropolitana de Lisboa (bisher unveröffentlicht)

## Bibliografie
- The Gift – A Single Diary (Photobuch der Vinyl-Tour)